# Чанка-Фрейденфелде, Лина
Лина Чанка-Фрейденфелде (латыш. Līna Čanka - Freidenfelde, известная также под псевдонимом Янис, латыш. Jānis ; 5 ноября 1893 года, Гросс-Ренненская волость — 9 июня 1981 года, Кулдигский район) — младший унтер-офицер русской императорской и офицер латвийской армии.

Первая из трёх женщин, награждённых Военным орденом Лачплесиса.

## Биография
Родилась 5 ноября 1893 в Реги в семье крестьянина. В 1915 году поступила добровольцем в 3-й Латышский стрелковый Курземский полк. На решение военного начальства оставить девушку в строю повлияла её речь, в которой были и такие слова: 

«У меня был единственный брат, который уже умер; нас осталось шесть сестер, и я, самая младшая из нас, решила отправиться на отечественную войну, поскольку иначе от нашей семьи не будет ни одного воина»
В армии служила под именем Янис Бертулисович Чанки. В боевой обстановке проявила удивительную храбрость, была дважды ранена. В 1916 году участвовала во всех боях на Искульском плацдарме (остров Смерти латыш. Nāves sala).
В 1919 году добровольно вступила в армию Латвийской Республики, служила в 5-м Цесиском пехотном полку.
После окончания Второй мировой войны была репрессирована советской властью, а её ферма была конфискована.
Умерла 9 июня 1981 в пансионате Регес (Reģu pils).

## Награды
В период службы в русской армии была награждена Георгиевскими крестами 3 и 4 степеней, Георгиевской медалью 4 степени.

За службу в латвийской армии получила Военный орден Лачплесиса 3-й степени (1921) и Орден Трёх звёзд 4-й степени (1927).